# Antoine Jesel
Antoine Jesel, né le 16 octobre 1981 à Maradi (Niger), est un rameur d'aviron handisport français.

## Carrière
Antoine Jesel est médaillé de bronze en deux de couple mixte aux Championnats du monde d'aviron 2014 à Amsterdam, médaillé de bronze en deux de couple mixte aux Championnats du monde d'aviron 2017 à Sarasota et médaillé de bronze en quatre barré mixte aux Championnats du monde d'aviron 2018 à Plovdiv.
Il remporte aux Championnats d'Europe d'aviron 2020 à Poznań la médaille de bronze en quatre barré mixte.

## Palmarès

### Championnats du monde
- 2014 à Amsterdam,  Pays-Bas
  -  Médaille de bronze en deux de couple mixte.
- 2017 à Sarasota,  États-Unis
  -  Médaille de bronze en deux de couple mixte.
- 2018 à Plovdiv,  Bulgarie
  -  Médaille de bronze en quatre barré mixte.

### Championnats d'Europe
- 2020 à Poznań,  Pologne
  -  Médaille de bronze en quatre barré mixte.
- 2021 à Varèse,  Italie
  -  Médaille d'argent en quatre de pointe avec barreur PR3 mixte (PR3 Mix4+).

## Décorations
- Chevalier de l'ordre national du Mérite le 8 septembre 2021[3]